# Kazimierz Kaciukiewicz

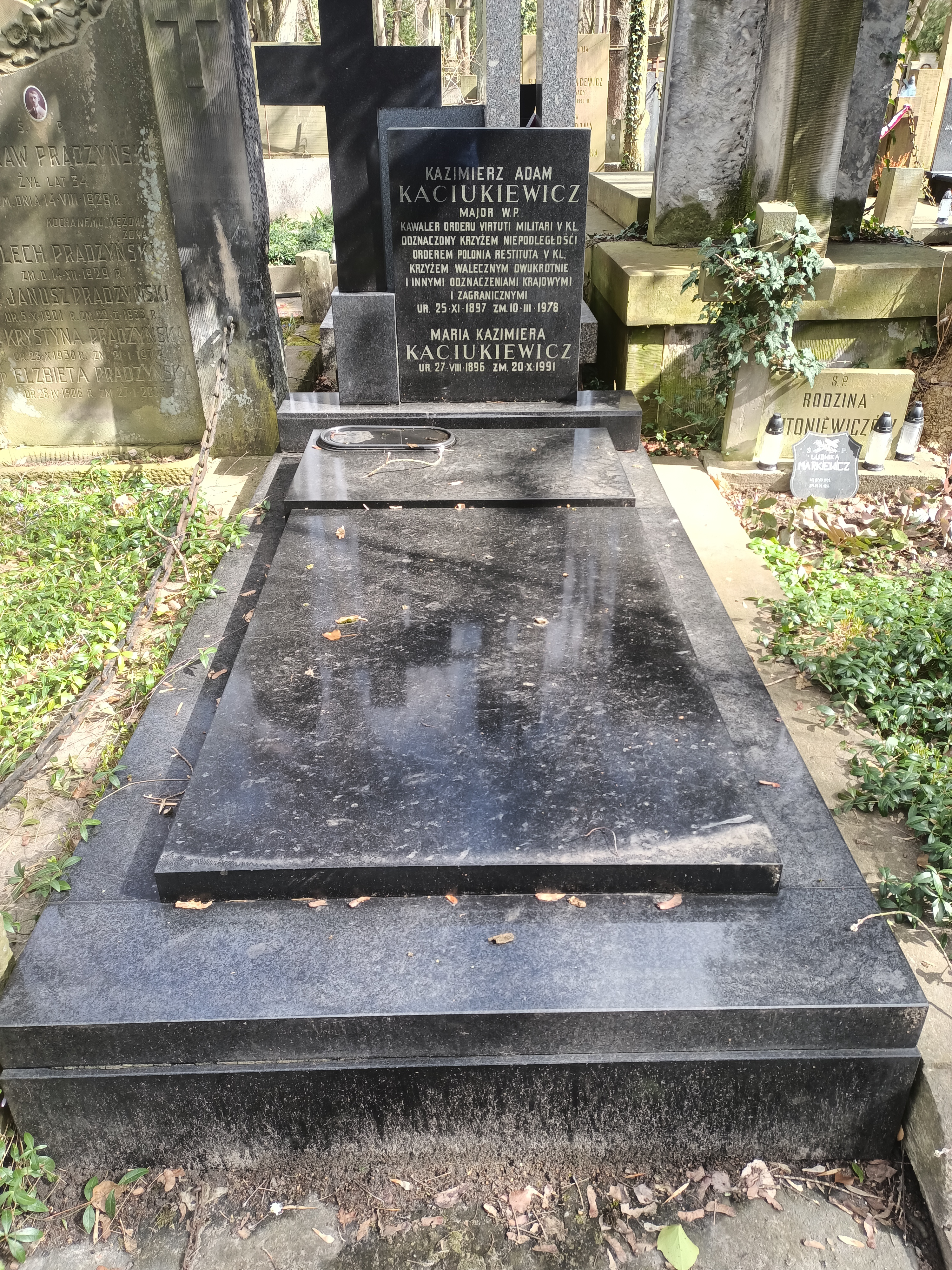
Grób Kazimierza Adama Kaciukiewicza na Cmentarzu Powązkowskim

Kazimierz Adam Kaciukiewicz (ur. 25 listopada 1897 we Lwowie, zm. 10 marca 1978) – major żandarmerii Wojska Polskiego, działacz niepodległościowy, kawaler Orderu Virtuti Militari.

## Życiorys
Urodził się 25 listopada 1897 we Lwowie, w rodzinie Antoniego i Katarzyny Manków. Był starszym bratem Włodzimierza (ur. 1900), konduktora Miejskiej Kolei Elektrycznej we Lwowie, odznaczonego Medalem Niepodległości.
W czasie I wojny światowej walczył w Legionach Polskich. 1 czerwca 1921 pełnił służbę w szwadronie żandarmerii polowej Nr 2, a jego oddziałem macierzystym był wówczas 49 pułk piechoty. 1 lipca 1921 został przeniesiony z Ekspozytury Żandarmerii Polowej 6 Armii do 2 dywizjonu żandarmerii w Lublinie i został przydzielony do jednego z plutonów w charakterze hospitanta. 13 lipca 1921 objął dowództwo plutonu żandarmerii Kowel. 10 września 1921 przeniósł się ze swoim plutonem do Sarn. 3 maja 1922 został zweryfikowany w stopniu porucznika ze starszeństwem z dniem 1 czerwca 1919 i 1. lokatą w korpusie oficerów żandarmerii. Od co najmniej 1923 był dowódcą plutonu żandarmerii Zamość. 31 marca 1924 został mianowany kapitanem ze starszeństwem z dniem 1 lipca 1923 i 1. lokatą w korpusie oficerów żandarmerii. 6 lipca 1929 otrzymał przeniesienie do 8 dywizjonu żandarmerii w Toruniu.
W końcu sierpnia 1930 został skierowany do Twierdzy Brzeskiej, w której objął dowództwo nad 30 żandarmami oddelegowanymi z poszczególnych dywizjonów w celu sprawowania nadzoru nad internowanymi działaczami opozycji. W czasie pobytu w Twierdzy Brzeskiej występował pod przybranym nazwiskiem „Adam Sokołowski” i miał się dopuścić nadużycia władzy nad internowanym Wojciechem Korfantym w ten sposób, że „cztery razy pięścią uderzył go po twarzy i pięścią uderzył go po żebrach”, a następnie „chorego i poniewieranego więźnia sprowadził do jednej z dolnych, zimnych cel i tam go trzymał przez 24 godziny”.
Z dniem 1 grudnia 1930 został przeniesiony do dywizjonu żandarmerii KOP na stanowisko dowódcy plutonu żandarmerii przy Brygadzie KOP „Podole” w Czortkowie. 9 grudnia 1932 ogłoszono jego przeniesienie z KOP do 4 dywizjonu żandarmerii w Łodzi. Z dokumentów sporządzonych przez majora Kaciukiewicza i opublikowanych przez Instytut Polski i Muzeum im. gen. Sikorskiego w Londynie wynika, że od grudnia 1932 pełnił służbę w 1 dywizjonie żandarmerii w Warszawie na stanowisku dowódcy Szwadronu Ochronnego, którego zadaniem była ochrona Generalnego Inspektoratu Sił Zbrojnych, Sztabu Głównego i Ministerstwa Spraw Wojskowych. Z racji pełnionej funkcji dowódcy szwadronu sprawował bezpośrednią ochronę kolejnych Generalnych Inspektorów Sił Zbrojnych, marszałków Polski Józefa Piłsudskiego i Edwarda Śmigłego-Rydza. Był także członkiem Komisji Współpracy z Sekretarzem Generalnym, nazywanej także Komisją Pomocniczą, która została powołana w końcu 1934 w celu usprawnienia i przyspieszenia prac Komitetu Krzyża i Medalu Niepodległości. 12 marca 1933 awansował do stopnia majora ze starszeństwem z dniem 1 stycznia 1933 i 1. lokatą w korpusie oficerów żandarmerii.
W 1936 z polecenia ówczesnego szefa Biura Inspekcji GISZ, pułkownika dyplomowanego kawalerii Leona Strzeleckiego udał się do Lwowa, gdzie dokonał zatrzymania podpułkownika dyplomowanego piechoty Ludwika Lepiarza pod zarzutem szpiegostwa na rzecz ZSRR, a następnie przekonwojował go do Warszawy, do siedziby Wydziału IIb Oddziału II Sztabu Głównego. Składając zeznania „w sprawie afery szpiegowskiej ppłk. Lepiarza” był jednocześnie rozpytywany o sprawę „zaginięcia” generała brygady Włodzimierza Zagórskiego.
W czasie kampanii wrześniowej 1939 był dowódcą Oddziału Ochronnego Kwatery Głównej Naczelnego Wodza. 17 września 1939 w Kutach przekroczył granicę z Rumunią. Od 24 listopada 1939 przebywał w Obozie Oficerskim Nr 4 w Cerizay. 14 sierpnia 1940 został przydzielony do Stacji Zbornej Oficerów Rothesay na wyspie Bute w Szkocji. Został pochowany na Cmentarzu Powązkowskim (kwatera 226-6-20)
Był żonaty z Marią z Gardulskich (ur. 27 sierpnia 1896 w Czortkowie, zm. 20 października 1991), odznaczoną Medalem Niepodległości.

## Ordery i odznaczenia
- Krzyż Srebrny Orderu Wojskowego Virtuti Militari nr 7443 – 17 maja 1922[27][28][29]
- Krzyż Niepodległości – 12 maja 1931 „za pracę w dziele odzyskania Niepodległości”[30]
- Krzyż Kawalerski Orderu Odrodzenia Polski – 11 listopada 1937 „za zasługi w służbie wojskowej”[31][32]
- Krzyż Walecznych dwukrotnie[33]
- Złoty Krzyż Zasługi[28]
- Srebrny Krzyż Zasługi – 10 listopada 1928 „w uznaniu zasług, położonych na polu pracy w poszczególnych działach wojskowości”[34][35]
- Medal Zwycięstwa[33]
- Odznaka Pamiątkowa Generalnego Inspektora Sił Zbrojnych –12 maja 1936[36]